# Henryk Pytel
Henryk Tomasz Pytel (15. září 1955, Sosnovec – 27. ledna 2024) byl polský hokejový útočník.

## Hráčská kariéra

### Klubová kariéra
Hrál za týmy Zagłębie Sosnowiec (1971–1983) a v Německu za EV Landshut (1983–1985). Získal 4 tituly mistra Polska. Za 9 ligových sezón v polské lize nastoupil ve 344 utkáních a dal 270 gólů. V roce 1984 byl 52 góly nejlepším střelcem německé bundesligy.

### Reprezentační kariéra
Polsko reprezentoval na olympijských hrách v roce 1976, 1980 a 1984 a na 8 turnajích mistrovství světa v letech 1976, 1977, 1978, 1979, 1981, 1982, 1983 a 1986. Za polskou reprezentaci nastoupil v letech 1975–1986 ve 129 utkáních a dal 77 gólů.